# Michał Żewłakow
Michał Ryszard Żewłakow (ur. 22 kwietnia 1976 w Warszawie) – polski piłkarz, który występował na pozycji obrońcy i działacz piłkarski. Brat bliźniak Marcina Żewłakowa.
W latach 1999–2011 reprezentant Polski, w latach 2006–2011 kapitan reprezentacji Polski. Uczestnik Mistrzostw Świata 2002 i 2006 oraz Mistrzostw Europy 2008. Członek Klubu Wybitnego Reprezentanta. 
Jeden z sześciu polskich piłkarzy obok Grzegorza Laty, Jakuba Błaszczykowskiego, Roberta Lewandowskiego, Kamila Glika i Grzegorza Krychowiaka, który ma na koncie co najmniej 100 występów w reprezentacji narodowej. 
Karierę rozpoczynał w Drukarzu Warszawa i Marymoncie Warszawa, skąd w 1993 trafił do Polonii Warszawa, gdzie w tym samym roku zanotował ligowy debiut. W 1998 został zawodnikiem belgijskiego KSK Beveren, następnie występował w klubie Excelsior Mouscron, skąd w 2002 trafił do Anderlechtu, gdzie dwukrotnie zdobył Mistrzostwo Belgii. W latach 2006–2010 był piłkarzem Olympiakosu, z którym zdobył trzy tytuły Mistrza Grecji, dwa Puchary Grecji oraz superpuchar kraju. W sezonie 2010/2011 występował w tureckim Ankaragucu. W 2011 powrócił do Polski podpisując kontrakt z Legią Warszawa. W ciągu dwóch sezonów zdobył z klubem mistrzostwo oraz dwa krajowe puchary, będąc kapitanem drużyny, a w 2013 zakończył piłkarską karierę.
Po zakończeniu kariery objął funkcję dyrektora sportowego Legii Warszawa, którą piastował do 2017. Następnie związany był w podobnej roli z Zagłębiem Lubin oraz Motorem Lublin. Występuje także jako komentator i ekspert telewizyjny.

## Kariera klubowa

### Polonia Warszawa
Pierwszym klubem w zawodowej karierze Żewłakowa była Polonia Warszawa, w której debiutował w sezonie 1993/1994 za kadencji Mirosława Jabłońskiego. Pierwszy sezon na boiskach polskiej Ekstraklasy okazał się nieudany dla piłkarza, jak i całej drużyny, która spadała do II Ligi, jednak udało się powrócić do Ekstraklasy w kolejnym sezonie. Na rundę jesienną tegoż sezonu Żewłakow został wypożyczony do, mającego siedzibę na warszawskich Bielanach, Hutnika Warszawa, także ówczesnego drugoligowca. Po powrocie z wypożyczenia na dobre grał w pierwszym składzie.
W sezonie 1997/1998 zadebiutował w Pucharze UEFA. Wystąpił we wszystkich czterech pojedynkach grupowych. Sezon 1998/1999 rozpoczął w barwach Polonii Warszawa.

### KSK Beveren
Zdążył zagrać w sześciu kolejkach polskiej Ekstraklasy oraz dwóch meczach kwalifikacyjnych Pucharu UEFA z Sadamem Tallinn oraz Dinamo Moskwa, po czym razem z bratem bliźniakiem Marcinem przeniósł się do belgijskiego pierwszoligowca – KSK Beveren. Ówczesnym trenerem zespołu ze wschodniej Flandrii był Polak Stanisław Gzil. Żewłakow w premierowym sezonie belgijskiej ekstraklasy rozegrał 24 spotkania oraz zdobył jedną bramkę. Drużyna KSK Beveren zakończyła sezon na bezpiecznym 15. miejscu i utrzymała się w elicie.

### Excelsior Mouscron
Wraz z Marcinem Żewłakowem zaprezentował dobrą formę co spowodowało możliwość transferu do czwartego zespołu belgijskiej ekstraklasy, Royal Excelsior Mouscron. Podczas trzyletniego pobytu w Mouscron Michał Żewłakow opuścił jedynie 8 spośród 102 meczów ligowych swojej drużyny. Drużyna przez trzy sezony plasowała się w czołówce belgijskiej ekstraklasy, zajmując kolejno 4., 7. oraz 6. miejsce w tabeli. Na pożegnanie z ekipą z Mouscron zagrał w finale Pucharu Belgii, który był rozgrywany 9 maja 2002 na stadionie Króla Baudouina I w Brukseli, gdzie przeciwnikiem była ekipa FC Brugge.

### RSC Anderlecht
Przed sezonem 2002/2003 Żewłakow otrzymał ofertę przejścia do belgijskiego klubu RSC Anderlecht, z której skorzystał, inkasując ponad milion dolarów. Transfer odbił się w Polsce szerokim echem. Debiut w barwach Anderlechtu Żewłakow zaliczył 10 sierpnia 2002 w Westerlo, gdzie przeciwnikiem drużyny było tamtejsze KVC Westerlo. Żewłakow zagrał pełne 90 minut, a jego nowy zespół wygrał 2:0. W pierwszym sezonie Żewłaków zagrał w Pucharze UEFA przeciwko zespołom, takim jak m.in. norweski Stabek, duński FC Midtjylland oraz francuskie Bordeaux. Z powodu kontuzji nie wystąpił w meczu przeciwko greckiemu klubowi Panatinaikos. Pierwszy sezon gry w Anderlechcie zakończył z dorobkiem 25 meczów ligowych, w których zdobył jedną bramkę w meczu z Royalem Antwerp.
W następnym sezonie Żewłakow zanotował progres, wraz z drużyną wywalczył Mistrzostwo Belgii 2004, a także zakwalifikował się do fazy grupowej Champions League. W lidze belgijskie zagrał 24 mecze i zdobył dwa gole, natomiast w Lidze Mistrzów zagrał we wszystkich sześciu potyczkach grupowych. W następnym sezonie 2004/2005 doznał kolejnej kontuzji, która pozwoliła ma na grę jedynie w 16 spotkaniach ligowych. Sezon 2005/2006 był ostatnim w barwach Anderlechtu dla Żewłakowa. Na pożegnanie zdobył drugie Mistrzostwo Belgii, a także dołożył grę w następnej edycji Ligi Mistrzów. W lidze rozegrał 31 spotkań, w eliminacjach Ligi Mistrzów zagrał w trzech spotkaniach. W fazie grupowej wystąpił w czterech spotkaniach, gdzie przeciwnikiem byli odpowiednio: Real Betis, FC Liverpool oraz dwukrotnie Chelsea F.C.. Podczas pobytu w Brukseli Żewłakow rozegrał 96 spotkań ligowych, w których zdobył trzy bramki, zaliczył 24 gry w europejskich pucharach, z czego 14 w elitarnej Lidze Mistrzów, dołożył osiem gier w krajowym pucharze i jeden mecz w krajowym Superpucharze. Zdobył dwa Mistrzostwa Belgii 2004, 2006 i dwa wicemistrzostwa 2003, 2005.

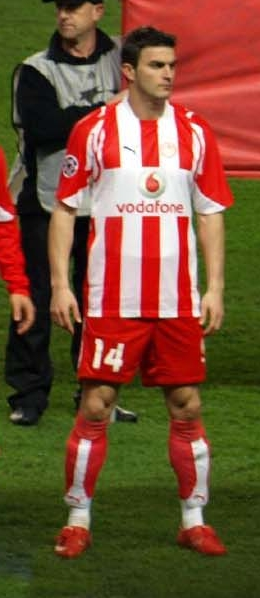
Michał Żewłakow jako piłkarz Olympiakosu przed meczem Ligi Mistrzów UEFA z Chelsea (2008)

### Olympiakos
Przed sezonem 2006/2007 Żewłakow podpisał kontrakt z greckim Olimpiakosem Pireus, którego trenerem był Norweg Trond Sollied. W greckiej Alpha Etniki debiutował 19 sierpnia 2006 roku w meczu pierwszej kolejki ze Skodą Xanthi. Rozegrał 90 minut, a Olimpiakos wygrał na swoim obiekcie 2:1. Sezon 2006/2007 drużyna Żewłakowa skończyła na szczycie ligowej tabeli i zdobyła 35. mistrzostwo Grecji. W Lidze Mistrzów ekipa z Pireusu zagrała bez eliminacji ze względu na wysoki współczynnik greckich klubów w rankingu UEFA. Grupowymi rywalami „czerwonych” była m.in. Valencia, AS Roma oraz ukraiński Szachtar Donieck. Olimpiakos zmagania w lidze Mistrzów zakończył na 4. miejscu z dorobkiem 3 punktów. Żewłakow rozegrał 5 meczów w fazie grupowej.
W sezonie 2007/2008 Żewłakow z drużyną awansował do 1/8 finału Ligi Mistrzów. W lidze greckiej rozegrał 20 meczów, a także zaliczył premierowe trafienie na greckiej ziemi. Bramkę zdobył w 29. kolejce w starciu ze Skodą Xanthi, które Olympiakos wygrał 4:1. Do mistrzostwa Grecji Żewłakow dołożył także krajowy puchar. Finałowy mecz został rozegrany 17 maja 2008 w Salonikach w obecności 20 tys. kibiców. W drodze do pucharu Żewłakow rozegrał pięć meczów i zdobył ważnego gola w finale. W tej edycji Ligi Mistrzów zagrał w siedmiu meczach, w tym w dwóch z Realem Madryt, w dwóch z S.S. Lazio, w dwóch z Chelsea F.C. oraz jednym z Werderem Brema.

### Ankaragucu
Po kolejnym sezonie przeniósł się na zasadzie wolnego transferu do tureckiego MKE Ankaragucu. W lidze tureckiej debiutował 15 sierpnia 2010 w spotkaniu z Trabzonsporem. Jego drużyna przegrała mecz 0:2. W drużynie rozegrał 19 meczów ligowych i strzelił jedną bramkę w meczu z Antalyasporem. Do tego dorobku należy dodać trzy mecze w Pucharze Turcji.

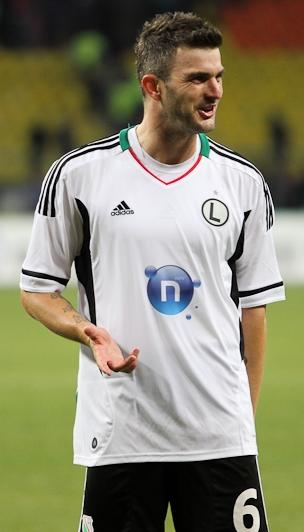
Żewłakow jako piłkarz Legii Warszawa (2011)

### Legia Warszawa
15 kwietnia 2011 rozwiązał kontrakt z tureckim klubem. Latem 2011 uzgodnił warunki rocznego kontraktu z Legią Warszawa i po 13 latach gry na obczyźnie powrócił do polskiej ekstraklasy. W barwach „Wojskowych” zadebiutował 28 lipca 2011 w wyjazdowym meczu Ligi Europejskiej z tureckim Gaziantepsporem.
Menadżerem zawodnika był Tomasz Suwary.

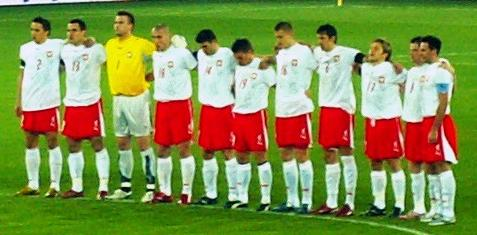
Michał Żewłakow (piąty od lewej) przed meczem eliminacji Mistrzostw Europy 2008 z Armenią (2007)

## Kariera reprezentacyjna
W reprezentacji zadebiutował 19 czerwca 1999 w meczu z Nową Zelandią.
W 2002 został powołany na Mistrzostwa Świata w Korei i Japonii, na których zagrał dwa mecze. Znalazł się także w kadrze na Mistrzostwa Świata w Niemczech.
28 maja 2008 został powołany, przez selekcjonera Leo Beenhakkera, do kadry na Euro 2008. Na turnieju wystąpił we wszystkich meczach reprezentacji, a w jednym meczu wystąpił jako kapitan drużyny.
Występował w eliminacjach do Mistrzostw świata w 2010 roku, gdzie był kapitanem. 12 października 2010, w meczu z Ekwadorem, po raz 101. wystąpił w drużynie narodowej. Tym samym pobił należący do Grzegorza Laty rekord występów w reprezentacji.
29 marca 2011 zakończył karierę reprezentacyjną w meczu towarzyskim Grecja – Polska (0:0), rozegranym w Pireusie na stadionie swojego byłego klubu Olimpiakosu.

## Statystyki
| Występy w reprezentacji Polski | Występy w reprezentacji Polski | Występy w reprezentacji Polski | Występy w reprezentacji Polski | Występy w reprezentacji Polski | Występy w reprezentacji Polski | Występy w reprezentacji Polski | Występy w reprezentacji Polski | Występy w reprezentacji Polski                                    |
| l.p.                           | Data                           | Miejsce                        | Gospodarz                      | vs                             | Gość                           | Wynik                          | Grał                           | Uwagi                                                             |
| ------------------------------ | ------------------------------ | ------------------------------ | ------------------------------ | ------------------------------ | ------------------------------ | ------------------------------ | ------------------------------ | ----------------------------------------------------------------- |
| 1                              | 19 czerwca 1999                | Bangkok                        | Polska                         | –                              | Nowa Zelandia                  | 0:0                            | do 76'                         | mecz towarzyski, zmieniony przez Rafała Szweda                    |
| 2                              | 26 stycznia 2000               | Kartagena                      | Hiszpania                      | –                              | Polska                         | 3:0                            | 90'                            | mecz towarzyski                                                   |
| 3                              | 23 lutego 2000                 | Saint-Denis                    | Francja                        | –                              | Polska                         | 1:0                            | do 64'                         | mecz towarzyski, zmieniony przez Tomasza Hajtę                    |
| 4                              | 29 marca 2000                  | Debreczyn                      | Węgry                          | –                              | Polska                         | 0:0                            | 90'                            | mecz towarzyski,                                                  |
| 5                              | 26 kwietnia 2000               | Poznań                         | Polska                         | –                              | Finlandia                      | 0:0                            | 90'                            | mecz towarzyski                                                   |
| 6                              | 4 czerwca 2000                 | Lozanna                        | Holandia                       | –                              | Polska                         | 3:1                            | 90'                            | mecz towarzyski                                                   |
| 7                              | 16 sierpnia 2000               | Bukareszt                      | Rumunia                        | –                              | Polska                         | 1:1                            | do 46'                         | mecz towarzyski, zmieniony przez Tomasza Hajtę                    |
| 8                              | 4 września 2000                | Kijów                          | Ukraina                        | –                              | Polska                         | 1:3                            | 90'                            | Eliminacje MŚ 2002                                                |
| 9                              | 7 października 2000            | Łódź                           | Polska                         | –                              | Białoruś                       | 3:1                            | 90'                            | Eliminacje MŚ 2002                                                |
| 10                             | 11 października 2000           | Warszawa                       | Polska                         | –                              | Walia                          | 0:0                            | 90'                            | Eliminacje MŚ 2002                                                |
| 11                             | 15 listopada 2000              | Warszawa                       | Polska                         | –                              | Islandia                       | 1:0                            | do 46'                         | mecz towarzyski, zmieniony przez Tomasza Kosa                     |
| 12                             | 28 lutego 2001                 | Larnaka                        | Polska                         | –                              | Szwajcaria                     | 4:0                            | do 46'                         | mecz towarzyski, zmieniony przez Marka Zająca                     |
| 13                             | 24 marca 2001                  | Oslo                           | Norwegia                       | –                              | Polska                         | 2:3                            | 90'                            | Eliminacje MŚ 2002                                                |
| 14                             | 28 marca 2001                  | Warszawa                       | Polska                         | –                              | Armenia                        | 4:0                            | do 76'                         | Eliminacje MŚ 2002, zmieniony przez Jacka Krzynówka,              |
| 15                             | 25 kwietnia 2001               | Bydgoszcz                      | Polska                         | –                              | Szkocja                        | 1:1                            | do 46'                         | mecz towarzyski, zmieniony przez Radosława Kałużnego              |
| 16                             | 2 czerwca 2001                 | Cardiff                        | Walia                          | –                              | Polska                         | 1:2                            | 90'                            | Eliminacje MŚ 2002                                                |
| 17                             | 6 czerwca 2001                 | Erywań                         | Armenia                        | –                              | Polska                         | 1:1                            | 90'                            | Eliminacje MŚ 2002                                                |
| 18                             | 1 września 2001                | Chorzów                        | Polska                         | –                              | Norwegia                       | 3:0                            | 90'                            | Eliminacje MŚ 2002                                                |
| 19                             | 5 września 2001                | Mińsk                          | Białoruś                       | –                              | Polska                         | 4:1                            | 90'                            | Eliminacje MŚ 2002                                                |
| 20                             | 6 października 2001            | Chorzów                        | Polska                         | –                              | Ukraina                        | 1:1                            | 90'                            | Eliminacje MŚ 2002                                                |
| 21                             | 14 listopada 2001              | Poznań                         | Polska                         | –                              | Kamerun                        | 0:0                            | do 62'                         | mecz towarzyski, zmieniony przez Jacka Krzynówka,                 |
| 22                             | 13 lutego 2002                 | Limassol                       | Polska                         | –                              | Irlandia Płn.                  | 4:1                            | do 60'                         | mecz towarzyski, zmieniony przez Tomasza Rząsę                    |
| 23                             | 27 marca 2002                  | Łódź                           | Polska                         | –                              | Japonia                        | 0:2                            | do 46'                         | mecz towarzyski, zmieniony przez Jacka Krzynówka                  |
| 24                             | 17 kwietnia 2002               | Bydgoszcz                      | Polska                         | –                              | Rumunia                        | 1:2                            | 90'                            | mecz towarzyski                                                   |
| 25                             | 18 maja 2002                   | Warszawa                       | Polska                         | –                              | Estonia                        | 1:0                            | od 46'                         | mecz towarzyski. zmienił Tomasza Hajtę                            |
| 26                             | 4 czerwca 2002                 | Pusan                          | Korea Płd.                     | –                              | Polska                         | 2:0                            | 90'                            | Mistrzostwa Świata 2002 (Grupa D)                                 |
| 27                             | 10 czerwca 2002                | Jeonju                         | Polska                         | –                              | Portugalia                     | 0:4                            | do 70'                         | Mistrzostwa Świata 2002 (Grupa D), zmieniony przez Tomasza Rząsę  |
| 28                             | 21 sierpnia 2002               | Szczecin                       | Polska                         | –                              | Belgia                         | 1:1                            | do 46'                         | mecz towarzyski, zmieniony przez Tomasza Kosa                     |
| 29                             | 12 października 2002           | Warszawa                       | Polska                         | –                              | Łotwa                          | 0:1                            | do 46'                         | Eliminacje ME 2004, zmieniony przez Łukasza Surmę                 |
| 30                             | 16 października 2002           | Ostrowiec Św.                  | Polska                         | –                              | Nowa Zelandia                  | 2:0                            | od 79'                         | mecz towarzyski, zmienił Mariusza Lewandowskiego                  |
| 31                             | 30 kwietnia 2003               | Bruksela                       | Belgia                         | –                              | Polska                         | 3:1                            | od 46'                         | mecz towarzyski, zmienił Rafała Lasockiego                        |
| 32                             | 6 czerwca 2003                 | Poznań                         | Polska                         | –                              | Kazachstan                     | 3:0                            | do 46'                         | mecz towarzyski, zmieniony przez Marcina Baszczyńskiego           |
| 33                             | 20 sierpnia 2003               | Tallinn                        | Estonia                        | –                              | Polska                         | 1:2                            | 90'                            | mecz towarzyski                                                   |
| 34                             | 10 września 2003               | Chorzów                        | Polska                         | –                              | Szwecja                        | 0:2                            | 90'                            | Eliminacje ME 2004                                                |
| 35                             | 11 października 2003           | Budapeszt                      | Węgry                          | –                              | Polska                         | 1:2                            | 90'                            | Eliminacje ME 2004                                                |
| 36                             | 12 listopada 2003              | Warszawa                       | Polska                         | –                              | Włochy                         | 3:1                            | do 77'                         | mecz towarzyski, zmieniony przez Tomasza Rząsę                    |
| 37                             | 18 lutego 2004                 | San Fernando                   | Polska                         | –                              | Słowenia                       | 2:0                            | 90'                            | mecz towarzyski                                                   |
| 38                             | 28 kwietnia 2004               | Bydgoszcz                      | Polska                         | –                              | Irlandia                       | 0:0                            | do 84'                         | mecz towarzyski, zmieniony przez Pawła Kaczorowskiego             |
| 39                             | 29 maja 2004                   | Szczecin                       | Polska                         | –                              | Grecja                         | 1:0                            | do 84'                         | mecz towarzyski, zmieniony przez Pawła Kaczorowskiego             |
| 40                             | 5 czerwca 2004                 | Sztokholm                      | Szwecja                        | –                              | Polska                         | 3:1                            | 90'                            | mecz towarzyski                                                   |
| 41                             | 18 sierpnia 2004               | Poznań                         | Polska                         | –                              | Dania                          | 1:5                            | do 46'                         | mecz towarzyski, zmieniony przez Tomasza Kłosa                    |
| 42                             | 4 września 2004                | Belfast                        | Irlandia Płn.                  | –                              | Polska                         | 0:3                            | 90'                            | Eliminacje MŚ 2006                                                |
| 43                             | 8 września 2004                | Chorzów                        | Polska                         | –                              | Anglia                         | 1:2                            | 90'                            | Eliminacje MŚ 2006                                                |
| 44                             | 17 listopada 2004              | Saint-Denis                    | Francja                        | –                              | Polska                         | 0:0                            | od 56'                         | mecz towarzyski, zmienił Tomasza Rząsę                            |
| 45                             | 9 lutego 2005                  | Grodzisk Wlkp.                 | Polska                         | –                              | Białoruś                       | 1:3                            | 90'                            | mecz towarzyski                                                   |
| 46                             | 15 sierpnia 2005               | Kijów                          | Polska                         | –                              | Serbia                         | 3:2                            | od 88'                         | mecz towarzyski, zmienił Kamila Kosowskiego                       |
| 47                             | 17 sierpnia 2005               | Kijów                          | Polska                         | –                              | Izrael                         | 3:2                            | do 69'                         | mecz towarzyski, zmieniony przez Andrzeja Niedzielana             |
| 48                             | 3 września 2005                | Chorzów                        | Polska                         | –                              | Austria                        | 3:2                            | od 87'                         | Eliminacje MŚ 2006, zmienił Kamila Kosowskiego                    |
| 49                             | 7 września 2005                | Warszawa                       | Polska                         | –                              | Walia                          | 1:0                            | od 86                          | Eliminacje MŚ 2006, zmienił Euzebiusza Smolarka                   |
| 50                             | 7 października 2005            | Warszawa                       | Polska                         | –                              | Islandia                       | 3:2                            | 90'                            | mecz towarzyski,                                                  |
| 51                             | 12 października 2005           | Manchester                     | Anglia                         | –                              | Polska                         | 2:1                            | 90'                            | Eliminacje MŚ 2006                                                |
| 52                             | 13 listopada 2005              | Barcelona                      | Ekwador                        | –                              | Polska                         | 0:3                            | do 46'                         | mecz towarzyski, zmieniony przez Tomasza Rząsę                    |
| 53                             | 1 marca 2006                   | Kaiserslautern                 | Stany Zjedn.                   | –                              | Polska                         | 1:0                            | do 73'                         | mecz towarzyski, zmieniony przez Tomasza Rząsę                    |
| 54                             | 14 maja 2006                   | Wronki                         | Polska                         | –                              | Wyspy Owcze                    | 4:0                            | do 85'                         | mecz towarzyski, zmieniony przez Marcina Kusia                    |
| 55                             | 30 maja 2006                   | Chorzów                        | Polska                         | –                              | Kolumbia                       | 1:2                            | 90'                            | mecz towarzyski                                                   |
| 56                             | 3 czerwca 2006                 | Wolfsburg                      | Chorwacja                      | –                              | Polska                         | 0:1                            | 90'                            | mecz towarzyski                                                   |
| 57                             | 9 czerwca 2006                 | Gelsenkirchen                  | Polska                         | –                              | Ekwador                        | 0:2                            | 90'                            | Mistrzostwa Świata 2006 (Grupa A)                                 |
| 58                             | 14 czerwca 2006                | Dortmund                       | Niemcy                         | –                              | Polska                         | 1:0                            | do 83'                         | Mistrzostwa Świata 2006 (Grupa A), zmieniony przez Dariusza Dudkę |
| 59                             | 20 czerwca 2006                | Hanower                        | Kostaryka                      | –                              | Polska                         | 1:2                            | 90'                            | Mistrzostwa Świata 2006 (Grupa A),                                |
| 60                             | 16 sierpnia 2006               | Odense                         | Dania                          | –                              | Polska                         | 2:0                            | 90'                            | mecz towarzyski                                                   |
| 61                             | 2 września 2006                | Bydgoszcz                      | Polska                         | –                              | Finlandia                      | 1:3                            | 90'                            | Eliminacje ME 2008                                                |
| 62                             | 6 września 2006                | Warszawa                       | Polska                         | –                              | Serbia                         | 1:1                            | 90'                            | Eliminacje ME 2008                                                |
| 63                             | 15 listopada 2006              | Bruksela                       | Belgia                         | –                              | Polska                         | 0:1                            | 90'                            | Eliminacje ME 2008                                                |
| 64                             | 7 lutego 2007                  | Hiszpania                      | Polska                         | –                              | Słowacja                       | 2:2                            | 90'                            | mecz towarzyski, zmieniony przez Arkadiusza Radomskiego,          |
| 65                             | 24 marca 2007                  | Warszawa                       | Polska                         | –                              | Azerbejdżan                    | 5:0                            | 90'                            | Eliminacje ME 2008                                                |
| 66                             | 28 marca 2007                  | Kielce                         | Polska                         | –                              | Armenia                        | 1:0                            | 90'                            | Eliminacje ME 2008                                                |
| 67                             | 2 czerwca 2007                 | Baku                           | Azerbejdżan                    | –                              | Polska                         | 1:3                            | 90'                            | Eliminacje ME 2008                                                |
| 68                             | 6 czerwca 2007                 | Erywań                         | Armenia                        | –                              | Polska                         | 1:0                            | 90'                            | Eliminacje ME 2008                                                |
| 69                             | 22 sierpnia 2007               | Moskwa                         | Rosja                          | –                              | Polska                         | 2:2                            | od 46'                         | mecz towarzyski, zmieniony przez Marcina Wasilewskiego            |
| 70                             | 8 września 2007                | Lizbona                        | Portugalia                     | –                              | Polska                         | 2:2                            | 90'                            | Eliminacje ME 2008                                                |
| 71                             | 12 września 2007               | Helsinki                       | Finlandia                      | –                              | Polska                         | 0:0                            | 90'                            | Eliminacje ME 2008                                                |
| 72                             | 13 października 2007           | Warszawa                       | Polska                         | –                              | Kazachstan                     | 3:1                            | do 46'                         | Eliminacje ME 2008, zmieniony przez Marcina Wasilewskiego         |
| 73                             | 17 listopada 2007              | Chorzów                        | Polska                         | –                              | Belgia                         | 2:0                            | 90'                            | Eliminacje ME 2008                                                |
| 74                             | 21 listopada 2007              | Belgrad                        | Serbia                         | –                              | Polska                         | 2:2                            | od 77'                         | Eliminacje ME 2008, zmienił Jacka Bąka                            |
| 75                             | 6 lutego 2008                  | Cypr                           | Czechy                         | –                              | Polska                         | 0:2                            | 90'                            | mecz towarzyski.                                                  |
| 76                             | 27 maja 2008                   | Niemcy                         | Albania                        | –                              | Polska                         | 0:1                            | do 9'                          | mecz towarzyski, zmieniony przez Adama Kokoszkę                   |
| 77                             | 8 czerwca 2008                 | Klagenfurt                     | Polska                         | –                              | Niemcy                         | 0:2                            | 90'                            | Mistrzostwa Europy 2008                                           |
| 78                             | 12 czerwca 2008                | Wiedeń                         | Polska                         | –                              | Austria                        | 1:1                            | 90'                            | Mistrzostwa Europy 2008                                           |
| 79                             | 16 czerwca 2008                | Klagenfurt                     | Polska                         | –                              | Chorwacja                      | 0:1                            | 90'                            | Mistrzostwa Europy 2008                                           |
| 80                             | 20 sierpnia 2008               | Lwów                           | Ukraina                        | –                              | Polska                         | 1:0                            | 90'                            | mecz towarzyski                                                   |
| 81                             | 6 września 2008                | Wrocław                        | Polska                         | –                              | Słowenia                       | 1:1                            | 90'                            | Eliminacje MŚ 2010,                                               |
| 82                             | 10 września 2008               | Serravalle                     | San Marino                     | –                              | Polska                         | 0:2                            | 90'                            | Eliminacje MŚ 2010                                                |
| 83                             | 11 października 2008           | Chorzów                        | Polska                         | –                              | Czechy                         | 2:1                            | 90'                            | Eliminacje MŚ 2010                                                |
| 84                             | 15 października 2008           | Bratysława                     | Słowacja                       | –                              | Polska                         | 2:1                            | 90'                            | Eliminacje MŚ 2010                                                |
| 85                             | 11 lutego 2009                 | Vila Real de Santo António     | Polska                         | –                              | Walia                          | 1:0                            | 90'                            | mecz towarzyski                                                   |
| 86                             | 28 marca 2009                  | Belfast                        | Polska                         | –                              | Irlandia Płn.                  | 2:3                            | do 56'                         | Eliminacje MŚ 2010, (sam.), zmieniony przez Bartosza Bosackiego   |
| 87                             | 6 czerwca 2009                 | Johannesburg                   | RPA                            | –                              | Polska                         | 1:0                            | 90'                            | mecz towarzyski                                                   |
| 88                             | 9 czerwca 2009                 | Kapsztad                       | Irak                           | –                              | Polska                         | 1:1                            | 90'                            | mecz towarzyski                                                   |
| 89                             | 12 sierpnia 2009               | Bydgoszcz                      | Polska                         | –                              | Grecja                         | 2:0                            | 90'                            | mecz towarzyski                                                   |
| 90                             | 5 września 2009                | Chorzów                        | Polska                         | –                              | Irlandia Płn.                  | 1:1                            | 90'                            | Eliminacje MŚ 2010                                                |
| 91                             | 9 września 2009                | Maribor                        | Słowenia                       | –                              | Polska                         | 3:0                            | 90'                            | Eliminacje MŚ 2010                                                |
| 92                             | 14 listopada 2009              | Warszawa                       | Polska                         | –                              | Rumunia                        | 0:1                            | do 90'                         | mecz towarzyski, zmieniony przez Macieja Sadloka                  |
| 93                             | 18 listopada 2009              | Bydgoszcz                      | Polska                         | –                              | Kanada                         | 1:0                            | 90'                            | mecz towarzyski                                                   |
| 94                             | 3 marca 2010                   | Warszawa                       | Polska                         | –                              | Bułgaria                       | 2:0                            | 90'                            | mecz towarzyski                                                   |
| 95                             | 29 maja 2010                   | Kielce                         | Polska                         | –                              | Finlandia                      | 0:0                            | do 45'                         | mecz towarzyski, zmieniony przez Macieja Sadloka                  |
| 96                             | 8 czerwca 2010                 | Murcja                         | Polska                         | –                              | Hiszpania                      | 0:6                            | 90'                            | mecz towarzyski                                                   |
| 97                             | 11 sierpnia 2010               | Szczecin                       | Polska                         | -                              | Kamerun                        | 0:3                            | 90'                            | mecz towarzyski                                                   |
| 98                             | 4 września 2010                | Łódź                           | Polska                         | -                              | Ukraina                        | 1:1                            | 90'                            | mecz towarzyski                                                   |
| 99                             | 7 września 2010                | Kraków                         | Polska                         | -                              | Australia                      | 1:2                            | 90'                            | mecz towarzyski                                                   |
| 100                            | 9 października 2010            | Chicago                        | Stany Zjednoczone              | -                              | Polska                         | 2:2                            | 90'                            | mecz towarzyski                                                   |
| 101                            | 12 października 2010           | Montreal                       | Ekwador                        | -                              | Polska                         | 2:2                            | 90'                            | mecz towarzyski                                                   |
| 102                            | 29 marca 2011                  | Pireus                         | Grecja                         | -                              | Polska                         | 0:0                            | 62'                            | mecz towarzyski, zmieniony przez Tomasza Jodłowca                 |

## Kariera działacza
Zaraz po zakończeniu kariery w 2013 został dyrektorem sportowym w Legii. Pracował na tym stanowisku do 2017.
Od czerwca 2018 do 31 grudnia 2019 był dyrektorem sportowym Zagłębia Lubin, będąc odpowiedzialnym za pion sportowy i dział skautingu.
Od 3 listopada 2020 do 8 listopada 2021 był dyrektorem sportowym Motoru Lublin, gdzie był odpowiedzialny za politykę transferową klubu.

## Życie prywatne
Żonaty z Anną. Mają dwoje dzieci Maję i Jakuba. Syn jest piłkarzem występującym na pozycji środkowego pomocnika; został zgłoszony do gry w rundzie wiosennej sezonu 2023/24 przez Legię Warszawa.

## Konflikty z prawem
W grudniu 2020 został zatrzymany przez policję za spowodowanie kolizji podczas jazdy pod wpływem alkoholu. W czerwcu 2021 Sąd Rejonowy dla Warszawy-Śródmieścia uznał go winnym i wymierzył mu karę grzywny w wysokości 20 000 zł oraz orzekł wobec niego zakaz prowadzenia wszelkich pojazdów mechanicznych na okres 3 lat.